# Yiptah
Yiftah (hebreo:  יִפְתָּח, lit.  Él abrirá ) es un kibbutz en el norte de Israel. Situado cerca de la  frontera libanesa y Kiryat Shmona, cae bajo la jurisdicción de Concejo Regional Alta Galilea. En 2011 tenía una población de 510.
El pueblo se estableció el 18 de agosto de 1948 por soldados desmovilizados Palmaj  que eran miembros de la Brigada Yiftach, de donde proviene el nombre del kibutz. se encuentra cerca Metzudat Koaj .